# Thamnophis godmani
Thamnophis godmani är en ormart som beskrevs av Günther 1894. Thamnophis godmani ingår i släktet strumpebandssnokar, och familjen snokar. Inga underarter finns listade i Catalogue of Life.
Denna orm förekommer i Mexiko i delstaterna Puebla, Veracruz, Oaxaca och Guerrero. Arten lever i bergstrakter mellan 1700 och 3000 meter över havet. Thamnophis godmani hittas alltid nära vattenansamlingar i molnskogar och i andra fuktiga blandskogar. Äggen kläcks inuti honans kropps så att levande ungar föds.
Beståndet hotas av skogens omvandling till jordbruksmark. Populationen minskar men Thamnophis godmani är fortfarande vanligt förekommande. IUCN kategoriserar arten globalt som livskraftig.